# Іван Кирдій-Мнишинський
Іва́н Миха́йлович Кирді́й-Мни́шинський (пол. Iwan Kierdej Mniszyński; пом. після 1589) — руський (український) шляхтич з роду Кирдійовичів, гербу Кирдій. Зем‘янин у Луцькому повіті Волинського воєводства Великого князівства Литовського, Корони Польської. Родове гніздо — Мнишин.

## Відомості
Відомо, що Іван Кирдій-Мнишинський володів селами у невеликому географічному діапазоні, а саме: Витків, Чудниця, Ігнатків (нині частина Чудниці), Воскодави, Басмачків (нині неіснуюча назва). Часто трапляється в актових книгах луцького ґродського суду під кінець XVI ст., так як мав суперечки з сусідами — Романом Гостським та дорогобузькими підданими Василя-Костянтина князя Острозького. Звів у Мнишні 2 млини, греблі на Горині та корчму. Єдиний з відомих власників села, який додавав до свого прізвища відповідний прикметник — Мнишинський. У «пописі рицерства волинського» від 1565 року виставляв 3-х коней до війська ВКЛ. У 1569 році серед волинських шляхтичів які підписували умови Люблінської унії.

## Сім'я
Іван Кирдій-Мнишинський син волинського зем‘янина Михайла Кирдійовича. Він є спорідненим з гілкою Кирдіїв-Мильських. У шлюбі з Ганною Бабинською — донькою королівського дворянина Семена Бабинського. У 1579 році записував їй кошти на своїх добрах, а вона зробила йому своє внесення.
З нащадків відомою є лише донька Маруша Кирдіївна, яка у шлюбі з Федором Костюшковичем Хоболтовським. Вона згадується у селі Воскодави 1616 року. Востаннє серед відомих документів Іван Кирдій-Мнишинський фігурує свідком у документі від 1589 року, яким Ярофій Гостський записував кошти своїй дружині Христині Кирдіївні-Мильській.